# Byrrhidium convexum
Byrrhidium convexum är en skalbaggsart som beskrevs av Clarke H. Scholtz och Henry Fuller Howden 1987. Byrrhidium convexum ingår i släktet Byrrhidium och familjen bladhorningar. Inga underarter finns listade.